# USS Joseph P. Kennedy Jr. (DD-850)
L'USS Joseph P. Kennedy Jr. (DD-850) est un ancien destroyer de classe Gearing de l'United States Navy. Le navire a été nommé d'après le lieutenant Joseph Patrick Kennedy, Jr., un aviateur naval, fils de l'ancien ambassadeur en Grande-Bretagne, Joseph P. Kennedy Sr., et frère aîné du futur président John Fitzgerald Kennedy.
Le Joseph P. Kennedy Jr. a servi, avec des interruptions pour sa modernisation, jusqu'en 1973. Parmi les faits saillants de son service figurent le blocus de Cuba pendant la crise des missiles de Cuba et la récupération à flot des capsules spatiales Gemini 6 et Gemini 7.
Le Joseph P. Kennedy Jr. est exposé en tant que navire musée au Battleship Cove de Fall River au Massachusetts. Il est l'un des rares destroyers de classe Gearing survivants.
Il a été classé au registre national des lieux historiques le 11 décembre 1989 et nommé National Historic Landmark le 29 juin 1989.

## Galerie
|                    |
| Canons de 5 pouces |

|                                             |
| USS Joseph P. Kennedy Jr. à Battleship Cove |